# Roger Liouville
Pour les articles homonymes, voir Liouville.
Dominique Joseph Louis Lucien Roger Liouville (né le 14 mars 1856 à Saint-Aubin-sur-Aire et mort le 28 août 1930 à Maure-de-Bretagne) est un ingénieur de l’armement français.

## Biographie
Cousin du professeur de médecine Henri Liouville (1837–1887) et apparenté par lui au mathématicien Joseph Liouville, Roger Liouville fut élève de l’École Polytechnique (1874-1876). Puis il fut affecté au Service des Poudres et accéda au grade d'ingénieur en Chef. En 1886 il obtient la charge de répétiteur, puis d'examinateur au concours d'entrée à l’École Polytechnique. Réaffecté à l’Armement au cours de la Grande Guerre, il collabore aux recherches du colonel François Gossot (1853-1935).
Liouville s’est consacré à la géodésie, à la balistique intérieure (recherches sur la relation entre la vitesse d'ignition et la pression de détonation) et à l’intégration des équations aux dérivées partielles. Il a notamment contesté le caractère exhaustif de la classification établie par Paul Painlevé. C'est lui qui a édité les écrits du pionnier de la théorie des ondes de choc, Pierre-Henri Hugoniot.
Ses travaux ont été couronnés en 1897 du Prix Poncelet. Liouville a également collaboré à l’« Encyclopédie des sciences mathématiques » version française de l’Enzyklopädie der mathematischen Wissenschaften, en rédigeant avec Gossot le cahier consacré à la balistique extérieure.

## Ecrits
- (en coll. avec Gossot) Traité des effets des explosifs, 2 vol., Paris 1919
- (en coll. avec Gossot) Sur les lois du movement des projectiles dans l'âme des bouches à feu, éd. Gauthier-Villars 1935
- (en coll. avec Gossot) Balistique intérieure, éd. Gauthier-Villars 1930